# Teagan Croft
Teagan Croft (Sídney, Nueva Gales del Sur; 23 de abril de 2004) es una actriz australiana, famosa por interpretar a Rachel Roth / Raven en la serie, Titanes.

## Biografía
Es hija de Rebecca McNamee-Croft y Tim Croft, tiene dos hermanas menores, Sage Croft y Aubrey Croft.
Sus tías son las actrices Penny McNamee, Jessica McNamee, Patrick McNamee y Mel McNamee.

## Carrera
El 12 de mayo de 2016 obtuvo su primer papel importante en la televisión cuando apareció en varios episodios de la exitosa serie australiana Home and Away. En dicha serie interpretó a Bella Loneragan, la hija del fotógrafo Dom Loneragan (Lindsay Farris), quien sale brevemente con Phoebe Nicholson (Isabella Giovinazzo), hasta el 8 de junio del mismo año, después de que su personaje se fuera de la bahía con su padre luego de que Phoebe terminara con él.
Ese mismo año apareció en la película The Osiris Child: Science Fiction Volume One donde dio vida a Indi Sommerville, la hija del teniente Kane Sommerville (Daniel MacPherson).
En agosto de 2017 se anunció que se había unido al elenco principal de la serie Titans, en donde sería la primera actriz  en personificar a la heroína Raven.
En enero de 2023 protagonizó la película True Spirit, dándole vida a Jessica Watson y su viajó alrededor del mundo.

## Filmografía
| Año         | Título                                       | Rol                 | Notas                                         |
| ----------- | -------------------------------------------- | ------------------- | --------------------------------------------- |
| 2016        | Home and Away                                | Bella Loneragan     |                                               |
| 2016        | Science Fiction Volume One: The Osiris Child | Indi Sommerville    |                                               |
| 2018 - 2023 | Titanes                                      | Rachel Roth / Raven | Elenco principal                              |
| 2020        | Leyendas del mañana                          | Rachel Roth / Raven | Episodio: "Crisis on Infinite Earths, Part 5" |
| 2021        | Woman of a Certain Sage                      | Bella Judge         | Corto                                         |
| 2021        | Bella and Bernie                             | Bella Judge         | Corto                                         |
| 2023        | Espíritu libre                               | Jessica Watson      |                                               |

| Año  | Título            | Rol         | Notas |
| ---- | ----------------- | ----------- | ----- |
| 2014 | Matar un ruiseñor | Scout Finch |       |